# Vänskap till döds
Vänskap till döds (originaltitel: Carolina Moon) är en amerikansk långfilm gjord för TV från 2007 i regi av Stephen Tolkin.

## Handling
En kvinna med psykiska besvär återvänder till sin hemstad för att ta itu med sina demoner och finner både kärlek och faror.

## Om filmen
Filmen är baserad på en bok av Nora Roberts. 

## Rollista i urval
- Claire Forlani - Victoria 'Tory' Bodeen
- Oliver Hudson - Cade Lavelle
- Chad Willett - Wade Mooney
- Jonathan Scarfe - Dwight Collier
- Josie Davis - Faith Lavelle
- Jacqueline Bisset - Margaret Lavelle